# Pyrinia brunneoliva
Pyrinia brunneoliva är en fjärilsart som beskrevs av Paul Dognin 1914. Pyrinia brunneoliva ingår i släktet Pyrinia och familjen mätare. Inga underarter finns listade.